# Nasar
Nasar (en griego: Νάσαρ, lit. 'Násar'), bautizado Basilio (en griego: Βασίλειος; transl.: Basíleios), fue un importante jefe militar del Imperio bizantino durante las guerras árabo-bizantinas de la segunda mitad del siglo IX.

## Orígenes y primeras campañas militares

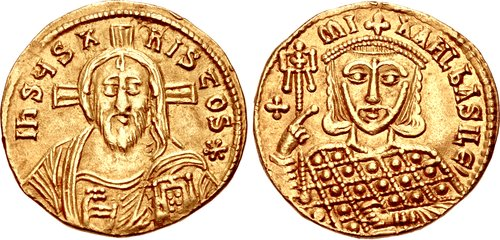
Sólido de Miguel III el Ebrio (842-867).

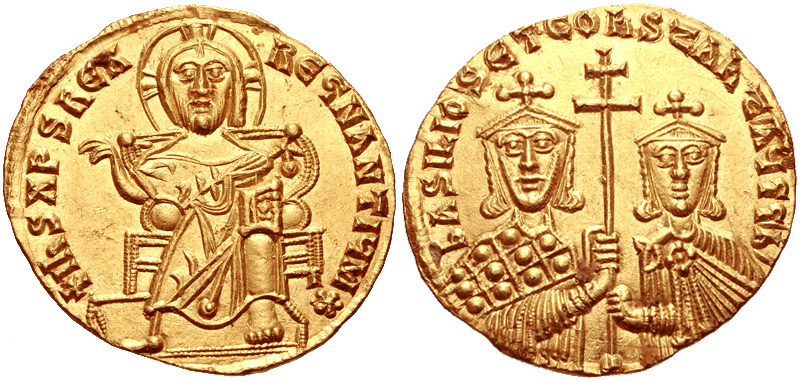
Sólido de Basilio I el Macedonio.

Poco se sabe sobre la familia de Nasar. Tenía un hermano llamado Barsanes y su padre, Cristóbal, ostentaba el alto puesto de magister officiorum. Durante el reinado del emperador Miguel III (842-867), fue nombrado strategos del thema de los Bucelarios, uno de los mayores y más importantes de los themas del Imperio bizantino. Como tal participó, juntamente con el patricio Petronas, en la batalla de Lalakaon en el 863, en la cual los bizantinos infligieron una derrota decisiva al emir de Melitene Umar al-Aqta. De vuelta en Constantinopla, los dos generales celebraron un triunfo en el hipódromo.

## Carrera en la Armada
En el 879 u 880, Nasar sustituyó a Nicetas Orifas como drungario de la flota —comandante de la Marina bizantina, basada en la capital imperial— y el emperador Basilio I (867-886) lo envió a luchar contra la flota del Emirato aglabí que estaba atacando las islas Jónicas. Componían esta flota ciento cuarenta barcos (según las fuentes árabes) o cuarenta y cinco (según las bizantinas). El amotinamiento de algunos remeros lo obligó a anclar un tiempo en Modona, hasta que se restauró la disciplina en los bajeles. Entonces retomó la travesía y obtuvo una importante victoria en una batalla nocturna contra los aglabíes, gracias al empleo del fuego griego. Atacó luego Sicilia, en cuyas costas apresó muchas naves árabes y obtuvo abundante botín. A causa de la venta de este, se cuenta que el precio del aceite de oliva en Constantinopla cayó abruptamente.
A continuación marchó a cooperar en las operaciones del ejército bizantino mandado por los generales Procopio y León Apostipes en el sur de la península itálica; derrotó a otra flota aglabí cerca de punta Stilo, mientras otra escuadra bizantina conseguía una importante victoria en Nápoles. Estas victorias fueron cruciales para que los bizantinos recuperasen el dominio de la región (que formó la base del futuro Catapanato de Italia) y compensaron en parte la pérdida de Sicilia después de la caída de Siracusa en el 878.